# Peter Stamm
Peter Stamm (Scherzingen, 18 gennaio 1963) è uno scrittore e giornalista svizzero.

## Biografia
Peter Stamm nacque a Scherzingen nel 1963 e visse a Weinfelden nel Canton Turgovia. Siccome, a suo dire, le sue potenzialità erano state poco stimolate a scuola, incominciò presto a trascorrere molto tempo nel mondo della fantasia. Dopo la scuola dell'obbligo, fece dal 1979 al 1982 l'apprendistato professionale di commercio lavorando occasionalmente come ragioniere. Conseguì successivamente la maturità di tipo professionale.
Dopo aver studiato anglistica per un semestre presso l'Università di Zurigo e aver trascorso i sei mesi successivi a New York, decise nel 1987 di cambiare le materie di studio optando per psicologia, psicopatologia e informatica. Contemporaneamente lavorava come tirocinante in diverse cliniche psichiatriche. Stamm giustificò la nuova scelta degli studi con il suo interesse per l'essere umano in quanto oggetto della letteratura.
Il successivo abbandono degli studi di psicologia scaturì dalla decisione consapevole di porre la scrittura al centro della propria vita. Così non gli restava che scegliere tra il lavoro come ragioniere o la scrittura.
Dopo lunghi soggiorni a New York, a Parigi in Scandinavia, Peter Stamm si stabilì nel 1990 a Winterthur. Qui lavorò soprattutto come giornalista, ciò che gli permise di pubblicare per la prima volta i suoi testi. Stamm collaborò alla Neue Zürcher Zeitung, al Tages-Anzeiger, al settimanale Die Weltwoche e alla rivista satirica Nebelspalter. A partire dal 1997 prese a fare parte della redazione della rivista letteraria svizzera Entwürfe.
Stamm non riuscì a trovare una casa editrice per i suoi primi tre romanzi. Il quarto romanzo Agnes, che iniziò a scrivere a 29 anni, fu pubblicato solo sei anni dopo, nel 1998.
Dal 1998 al 2003 visse a Zurigo, dal 2003 in poi nuovamente a Winterthur. Dopo il successo riscosso con Agnes e con le opere successive, la sua attività come giornalista passò sempre più in secondo piano rispetto a quella letteraria, sulla quale si andava sempre più concentrando. Dal 2003 Stamm è membro dell'associazione Autrici ed Autori della Svizzera. Oggi risiede a Winterthur.

## Attività letteraria
Peter Stamm è autore di prosa narrativa, di drammi radiofonici e opere teatrali. Le sue opere sono caratterizzate da un modo distaccato di narrare e da uno stile semplice, formato da frasi brevi, povero di aggettivi decorativi, metafore e paragoni.
Stamm sostiene che il suo stile scaturisce da un ripetuto processo di riduzione di quanto scritto, poiché secondo lui quanto più la lingua è posta in secondo piano, tanto più reali appaiono le immagini rappresentate.
Stamm dice di scrivere "di persone e dei rapporti umani” e che i suoi temi ricorrenti sono la varietà delle relazioni amorose, l'impossibilità dell'amore, la distanza e la vicinanza, così come il rapporto tra immagine e realtà. Afferma inoltre di porre al centro delle sue opere non il contenuto, ma il modo di raccontare. Per questa ragione dice di evitare la scelta di contenuti originali, poiché questi distoglierebbero lo sguardo dalla qualità del testo. 

## Onorificenze
- 1998 Premio onorifico del Canton Zurigo
- 1999 Premio letterario di Rauris attribuito per l'opera prima dallo stato federato salisburghese
- 2000 Premio letterario di Rheingau
- 2000 Secondo premio al radiodramma della fondazione Radio Basel
- 2001 Premio onorifico del Canton Zurigo
- 2002 Premio della Fondazione svizzera Schiller
- 2002 Premio artistico della fondazione Carl-Heinrich-Ernst
- 2004 Docenza poetica: giovani autori dell'istituto superiore di qualificazione professionale di Wiesbaden
- 2011 Premio letterario alemanno di Waldshut-Tiengen
- 2012 Premio letterario del Lago di Costanza
- 2013 Premio letterario Mainzer Stadtschreiber di Magonza
- 2014 Premio Friedrich Hölderlin della città di Bad Homburg

## Opere tradotte
- Agnes [Agnes], trad. it. di Francesca Gimelli, Vicenza, Neri Pozza, 2001, ISBN 88-7305-795-0.
- Una vita incerta [Ungefähre Landschaft] , trad. it. di Francesca Gimelli, Vicenza, Neri Pozza, 2002, ISBN 88-7305-858-2.
- Quello che sappiamo fare [Blitzeis], trad. it. di Francesca Gimelli, Vicenza, Neri Pozza, 2003, ISBN 88-7305-857-4.
- Un giorno come questo [An einem tag wie diesem], trad. it. di Francesco Porzio, Vicenza, Neri Pozza, 2009, ISBN 978-88-5450-199-7.
- Sette anni [Sieben Jahre], trad. it. di Riccardo Cravero, Vicenza, Neri Pozza, 2011, ISBN 978-88-5450-426-4.